# Can Masferrer (Montornès del Vallès)
Can Masferrer és una masia de Montornès del Vallès (Vallès Oriental) protegit com a bé cultural d'interès local.

## Descripció
És una masia de façana rectangular, en la que els seus elements es distribueixen de forma simètrica respecte a un eix central i vertical que ve marcat per la portalada d'accés, adovellada i de mig punt, i per una finestra central. A dreta i a esquerra s'hi situen també formant dos eixos verticals, dues finestres, havent estat les inferiors ampliades posteriorment igual que les tres obertures d' arran de la teulada (originàriament hi havia una porxada oberta amb arcs rebaixats). Sobre el mur de la façana, encara es nota l'existència d'antics esgrafiats de formes simètriques, així com un rellotge de sol. La teulada és de tres vessants (vegeu fitxa corresponent a les finestres de Cas Masferrer).

## Història
No s'han trobat documents amb dades històriques, però la tipologia fa pensar que tracta d'una construcció del segle xvi. També és molt probable que l'actual fàbrica s'hagués construït sobre una altra anterior, possiblement una antiga Domus Romana, com és molt freqüent dins d'aquesta zona del Vallès, i com ho demostren les troballes arqueològiques.